# Gildardo Gómez Campero
Gildardo Gómez Campero originario de Zapotlán el Grande, hoy Ciudad Guzmán, nació el 9 de julio de 1851 y murió el 19 de agosto de 1907. Fue gobernador del estado de Colima, México entre 1887 y 1893.

## Biografía

### Primeros años y formación elemental
Gildardo quedó huérfano entre los 7 y los 9 años, por ello al terminar la guerra de Reforma viajó a la Ciudad de Colima para vivir en casa de unos parientes de su madre. En Colima estudió la primaria en la escuela del preceptor Gabino Vizcarra y más tarde ingresó a la imprenta de Benito García donde trabajó durante su adolescencia. A los 20 años pasa a la imprenta de Luis Orozco, con el cargo de oficial. Para noviembre de 1871, funda el periódico El Pigmeo, en compañía de Manuel C. Morentín. El miércoles 18 de septiembre de 1872 a los 21 años se casó con Amada Mancilla de 19 años de edad. Tras El Pigmeo, Gildardo Gómez creó en 1873 el periódico religioso La Sociedad Católica y un año más tarde, en 1874, fundó el periódico El Eco de La Voz General. En este mismo año, Gildardo Gómez comprometido con la causa obrera, creó junto con I. Montes de Oca y Manuel Gómez Z. la sociedad mutualista "Círculo de Obreros Colimenses" en la que fungió como primer secretario. El 23 de agosto de 1875 el Círculo de Obreros organizó una Exposición de Productos de Ciencia, Arte, Industria o Naturales mediante la cual inició sus primeros contactos en política.

### Carrera política
Fue a partir de 1875 que ocupó su primer cargo público como director de la imprenta del gobierno, durante el mandato de Filomeno Bravo (1873-1877). Ese puesto le permitió relacionarse para postularse al año siguiente como regidor, puesto que ocupó en el periodo 1876-1877. El domingo 28 de enero de 1877 el general Doroteo López toma el poder del estado como resultado de la Revolución de Tuxtepec, encabezada por Porfirio Díaz. A pesar del cambio, Gildargo Gómez conservó sus responsabilidades y a finales de 1879 Doroteo López lo nombró prefecto político de Colima. A partir de ahí y debido a la insestabilidad general de época, Gildardo Gómez ocupó diversos cargos públicos, entre ellos destacan: Juez del Registro Civil en 1880, encargado de la imprenta del Estado bajo el gobierno del general Pedro A. Galván en 1880, Oficial Primero de la Secretaria del Despacho bajo el gobierno de Francisco Santa Cruz en noviembre de 1880, Secretario de Gobierno en septiembre de 1881 y hasta 1884 igualmente fue elegido senador suplente de Francisco Santa Cruz en 1883. En ese mismo año, inicio otro periódico llamado La Opinión Pública que apoyaba el proyecto porfirista. En septiembre de 1884, cubrió la plaza de senador fungiendo dentro del senado como presidente de la Comisión Permanente y secretario de la cámara.

### Gildardo Gómez Gobernador
Gildardo Gómez fue gobernador del estado de Colima de 1887 a 1893. Ejerció dicho cargo de elección popular durante dos periodos, el primero del martes 1o de noviembre de 1887 hasta el sábado 31 de octubre de 1891 y el segundo desde el domingo 1o de noviembre de 1891 e interrumpido el 29 de noviembre de 1893, fecha en que presentó su renuncia. Una de sus primeras y más señaladas acciones, fue la regularización de la Hacienda Pública. Realizó la obra ferroviaria que une Armería con Colima. Durante su primer mandato, se dio un importante impulso a la educación, se aceleraron los trabajos de construcción del palacio de gobierno, se construyó un nuevo mercado, se reparó el camino nacional, Colima-Guadalajara, se abrió una carretera de Villa de Álvarez a Comala, se remodeló la Plaza Libertad en su conjunto y las calles aledañas, el toque final de este trabajo fue la compra e instalación de kiosco de hierro que actualmente adorna este jardín central, importado de Londres.
Durante su segundo mandato, se remodeló el teatro Santa Cruz, se creó el Hospital Civil, una escuela nocturna para obreros, se contrató la obra del ferrocarril Colima-Guadalajara, inició los trámites para instalar la luz eléctrica en el estado.

### Fin de su periodo de gobierno - Legado de Gildardo Gómez
La casa que habitó Gildardo Gómez fue construida en 1883, esta propiedad se conserva aun en el centro de la Ciudad de Colima. Se ubica en la calle que lleva hoy el nombre del Gobernador Gildardo Gómez y colinda con el Río Colima. 

| Predecesor: Esteban García | Gobernador de Colima 1887 - 1893 | Sucesor: Francisco Santa Cruz |